# Daimiel
Daimiel es un municipio y localidad española de la provincia de Ciudad Real, en la comunidad autónoma de Castilla-La Mancha. Cuenta con una población de 17 645 habitantes (INE 2024) y se encuentra al noreste de la capital provincial y a 168 km de Madrid aproximadamente. Es un importante enclave vitivinícola, agropecuario e industrial del Campo de Calatrava, pertenece a la comarca de La Mancha.
Se tiene constancia del poblamiento en su término municipal desde el año 2450 a. C., en el paraje denominado Motilla del Azuer. La localidad obtuvo el título de ciudad en 1887 de la reina regente María Cristina de Habsburgo-Lorena. Eclesiásticamente es cabeza del arciprestazgo Mancha Oeste de la diócesis de Ciudad Real-priorato de las Órdenes Militares, en el arzobispado de Toledo. La ciudad se divide en dos parroquias, que juntas suman un total de nueve templos y seis comunidades religiosas. Daimiel es cabeza del partido judicial homónimo, además de sede de dos juzgados mixtos de primera instancia e instrucción. A 10 km de la localidad se encuentra el parque nacional de las Tablas de Daimiel.

## Toponimia
La etimología de Daimiel se desconoce, aunque existen algunas teorías plausibles, la arábiga y la celtibérica. La terminación -iel corresponde al dialecto mozárabe antiguo del latín. Pero, según don Sebastián de Covarrubias en su Tesoro de la Lengua Castellana o Española (Madrid, 1611), Daimiel es vocablo arábigo «... y dice el padre Guadix que vale tanto como suficiente heredad». Sin embargo, el filólogo Gerhard Rohlfs afirma que los hidrónimos son más antiguos que los topónimos, de forma que suelen influir en estos, así que, como para Plinio el Viejo el río Ana o Guadiana nacía en las Tablas de Daimiel y en el Itinerario de Antonino Laminium (el río del pantano) está a seis millas caput fluminis Anae, Daimiel debe provenir de este vocablo. Laminio es vocablo celtibérico-hispanolatino y viene de «lama», un prado húmedo cubierto de herbazales; el sufijo -iel sería posterior y por la evolución románica del sufijo latino diminutivo -ellu(m).

## Geografía

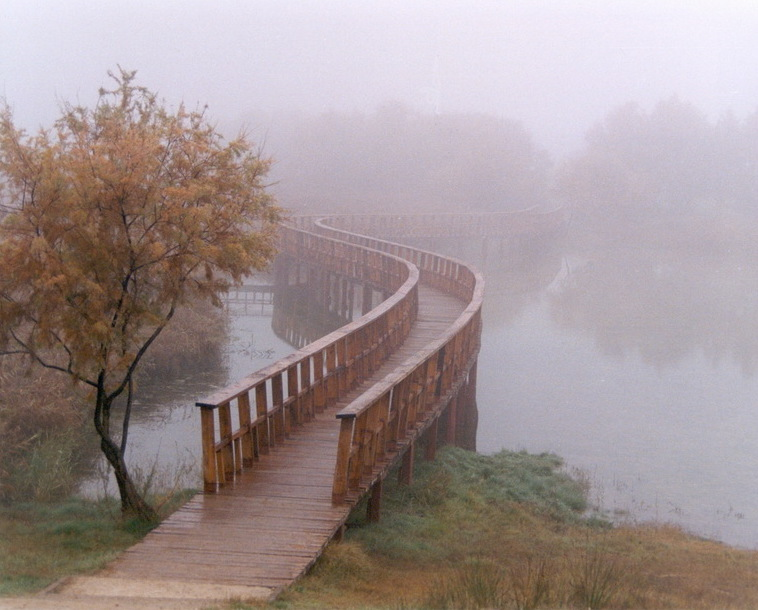
Parque nacional de las Tablas de Daimiel

Integrado en la comarca de La Mancha de la provincia de Ciudad Real, se sitúa a 31 km de la capital provincial. El término municipal está atravesado por la Autovía del Guadiana A-43, además de por la carretera nacional N-420 entre los pK 219 y 239, que conecta Ciudad Real con Cuenca, por la carretera N-430, que se dirige a Manzanares, y por las carreteras autonómicas CM-4107, que se dirige a Bolaños de Calatrava, CM-4117, que se dirige a Valdepeñas, y CM-4114, que conecta con Malagón.
El relieve del municipio es prácticamente llano, exceptuando algunas pequeñas elevaciones como Las Cabezas (658 m) al suroeste, Cenaoscuras (650 m) al sureste o Quintanar (636 m) al noroeste. Por el término municipal discurren el río Guadiana y el río Azuer y, además, se encuentra el parque nacional de las Tablas de Daimiel, así como algunas lagunas (La Albuera, Escoplillo y Navaseca). La altitud oscila entre los 658 m (Las Cabezas) y los 610 m a orillas del río Guadiana. El pueblo se alza a 635 m sobre el nivel del mar.
| Noroeste: Malagón y Fuente el Fresno      | Norte: Villarrubia de los Ojos      | Nordeste: Las Labores (exclave) y Puerto Lápice (exclave) |
| Oeste: Torralba de Calatrava              |                                     | Este: Manzanares                                          |
| Suroeste: Torralba de Calatrava y Almagro | Sur: Almagro y Bolaños de Calatrava | Sureste: Manzanares                                       |

## Historia

### Prehistoria
Se trata de uno de los poblamientos más antiguos de la provincia de Ciudad Real, ya que las excavaciones arqueológicas han señalado que existía ya hace 4000 años un poblado fortificado (Motilla), con un pozo de agua dulce, situado cabe el río Azuer. Sus orígenes se remontan, pues, a la Edad del Bronce con el yacimiento arqueológico de la Motilla del Azuer (2200-1500 a. C.), sin lugar a dudas el más emblemático y representativo de la llamada Cultura de las Motillas. Se puede decir que es un monumento excepcional ya que no hay muchos iguales en toda la península ibérica. Dentro de estas han sido encontrados dos espacios separados: recinto interior fortificado y un patio trapezoidal. 

### Edad Antigua
La frontera entre la Carpetania y la Oretania nos es muy difícil de precisar. Diversas vías romanas cruzaban el término de Daimiel, la Vía de Toledo-Andújar pasaría por la Venta de Borondo, (identificada posiblemente como la Mansión Mariana del Itinerario de Antonino) continuando por la cañada del Carrerón proveniente del puente de Villarta.
Sobre el río Azuer se alza el puente Viejo, compuesto de tres ojos y sin pretiles, continuación de la senda de los Mártires (calzada secundaria).

### Edad Media
En el año 711, los árabes, sirios y bereberes del naciente islam triunfante en el norte de África invaden la península ibérica, destruyendo el reino hispanogodo de Toledo en nombre del califato omeya de Damasco. Establecerán, poco después, los emires independientes de Córdoba en la fortaleza de Calatrava la Vieja una capital comarcal; más tarde, y bajo su jurisdicción, se construiría el castillo de Daimiel (que abarcaba desde la plaza de la Paz, Subida al Castillo, calle de Jesús, calle Castillejos y calle Luchana) para así controlar mejor la línea defensiva del Guadiana frente a los reinos cristianos. Este será el originario asentamiento de Daimiel a cuyo alrededor se agruparía una escasa población hasta ese momento dispersa. Los musulmanes (muladíes y, posteriormente, mudéjares) tuvieron su mezquita en el sitio que posteriormente ocupará la iglesia de San Juan, cercana al Castillo fundacional. La orientación de esta mezquita era hacia Oriente, existen restos de una posible cúpula y de dos hornacinas. De la existencia de ésta dan fe las Relaciones de Felipe II, donde se dice «...es una casa que tenían por mezquita antiguamente los moros...».
En el año 1212 los cristianos, capitaneados por Alfonso VIII de Castilla, salieron triunfantes en la batalla de Las Navas de Tolosa, pasando el territorio de la Mancha, entre los Montes de Toledo y Sierra Morena, a manos, principalmente, de la Orden de Calatrava, compartiendo el resto del territorio de lo que hoy conocemos como provincia de Ciudad Real con la Orden de San Juan y la Orden de Santiago. La actividad de las Órdenes Militares cristianas se centraba en repoblar las tierras conquistadas a los musulmanes durante el secular proceso de la Reconquista, fijando así el control de los territorios del Reino de Toledo y asegurando su defensa frente a los sarracenos andalusíes o africanos. En la segunda mitad del siglo XIII Alfonso X el Sabio fundó la famosa Hermandad del Honrado Concejo de la Mesta, cuyos ganados discurrían por las cañadas reales, cordeles y veredas. Uno de los puntos de la Orden de Calatrava para el cobro de derechos de montazgo y barcajes, estaba situado en Villadiego, un extremo del término de Daimiel, sobre la vía pecuaria llamada «Cañada del Carrerón». En Daimiel es probable que hubiera judíos desde antes de la dominación goda, agrupándose en la actuales calles de San Roque, Pacífico y Santa María. La ermita de San Roque habría sido su sinagoga, cristianizada después de su expulsión. La comunidad de moriscos daimieleña estaba asentada en el «barrio nuevo», al pie del castillo, alrededor de San Juan, su antigua mezquita. En 1502 los antiguos mudéjares de las Cinco Villas del Campo de Calatrava se convirtieron a la fe de Cristo. Entre los años de 1538 y 1550 la Inquisición de Toledo juzgó a unos 60 falsos conversos, de los más de 400 moriscos que moraban en la villa; no murió ninguno, pero el islam fue total y definitivamente aniquilado en Daimiel. Después de 1545 fueron regresando los reconciliados y condenados a cárcel perpetua, siendo conmutada la pena por otras penitencias espirituales, sobre todo a los más influyentes y a las esposas de cristianos viejos.

### Edad Moderna
Durante los siglos XVI y XVII (época de los Austrias) Daimiel continuó siendo cabeza de encomienda en la Orden de Calatrava cuyo administrador perpetuo es el rey por concesión pontificia, bajo la jurisdicción del gobernador del Campo de Calatrava que residía en Almagro, y regida por un alcalde mayor del rey.
Según las Certificaciones de 1846 (fols. 105&106), del perdido libro de 1640 titulado Visita General de los Derechos de la Mesa Maestral en el Campo de Calatrava, Daimiel tiene más y la pertenece el Pedido de San Miguel (pagadero en fines de septiembre) que el Concejo de la dicha villa paga en cada un año 14 444 mrs. en reconocimiento del universal señorío de los términos de la villa, la cual y reparte el Concejo en cada un año entre los vecinos de ella. Pertenécele más a la Mesa Maestral la mitad de los Mrs. porque el Concejo de dicha villa vende el aprovechamiento de sus terrenos y dehesas así a pasto como a labor, y si las dichas dehesas se labran, el diezmo del pan enteramente pertenece a la Mesa Maestral, y si la pastan serranos el medio diezmo del ganado que en ella se cría deben a la Mesa Maestral, y otras cualesquier de afuera de la Orden, el cual dicho hervaje se cobra por vía ejecutoria por la averiguación que en ella se hace; y el diezmo de la lana que desquilaren en la dicha villa por vecinos de afuera de la Orden, es de la Mesa Maestral. El 1 de enero de 1563, en Daimiel, Felipe II firmaba YO EL REY, con Francisco de Eraso como secretario, en una Real Cédula dirigida al Prior del Convento de San Benito de la Orden de Alcántara, en cuyo Registro de 1561-65 se conserva al folio 124 recto. Muy escasos son los documentos que se guardaban en el archivo del Sacro Convento de Calatrava referentes a la encomienda de Daimiel. El más antiguo es de 1509 y fue el mandamiento de los visitadores calatravos a los vecinos de dicha villa para que manifestasen, como manifestaron, los censos que tenía de la Orden. Los restantes se referían a la ermita de Santa María de la Sierra, a una capellanía fundada en Daimiel en 1534, y a las Descripciones de la encomienda desde 1527 a 1631.
El siglo de los Borbones comienza con la Guerra de Sucesión (1700-1714) que entronizará una nueva dinastía, de origen francés, en la Corona de Castilla. En su Discurso sobre el fomento de la industria popular (1774), el ilustrado y primer conde de Campomanes dice de Daimiel: 

VII. Se extiendan los cuidados, de los que pueden contribuir a tan importantes fines, a aprovechar muchos géneros o primeras materias que se hallan abandonados, y es otro de los grandes auxilios que las Sociedades Económicas pueden dar a la propagación de las artes e industria común en España. El esparto había sido tenido hasta ahora como una planta de la cual las lencerías no podían sacar un material provechoso a ellas. La experiencia ha acreditado lo contrario, habiéndose establecido en Daimiel fábricas de telas que resultan del esparto reducido a hilaza... Si se considera bien la variedad de manufacturas a que puede aplicarse el esparto y la solidez de este género en todas, debe llevar la primera atención su beneficio. El que ahora se hace en Daimiel con una fábrica exclusiva es muy lento. Sería justo recompensar el privilegio al dueño de él [V. Famosos Daimieleños] y propagar popularmente las manufacturas de esparto. La abundancia que hay de este género en el Reino de Toledo, Mancha, Murcia y Andalucía nos enseña a alabar la providencia del Criador, que en todas partes ofrece a los naturales primeras materias con que proveer a su felicidad e industria...

### Edad Contemporánea
siglo XIX
El madrileño Manuel Pando Fernández de Pinedo (1792-1872), marqués de Miraflores, en su juventud se dedicó al estudio, muy propio de la Ilustración, del adelanto de la industria nacional, creando un gran establecimiento agrícola en Daimiel. Durante la Guerra de la Independencia, el 12 de abril de 1809, desde su Cuartel General de Daimiel, escribe el general Sebastiani, jefe del 4.º Cuerpo de Ejército francés, la famosa carta a Jovellanos, exhortándole para que obedezca al «benéfico» poder intruso y se una al gobierno afrancesado, que el prócer asturiano contestará cumplida y patrióticamente el 24 del corriente.
Hay sentencia judicial contra Daimiel, por su rebeldía contra la Mesa Maestral, de 18 de noviembre de 1820. La creación del partido judicial de Daimiel fue llevada a cabo en virtud de una ley hecha en Cortes y comprendía los pueblos de Daimiel (como cabeza de partido) Arenas de San Juan, Fuente el Fresno y Villarrubia de los Ojos. Hacia mediados del siglo XIX, la villa tenía contabilizada una población de 12 355 habitantes. Aparece descrita en el séptimo volumen del Diccionario geográfico-estadístico-histórico de España y sus posesiones de Ultramar de Pascual Madoz.
El Consejo de Ministros aprueba, en junio de 1856, la construcción del ferrocarril de Ciudad Real a Extremadura. En diciembre de 1860 se inauguró el transporte ferroviario en Daimiel. En septiembre de 1880 se funda el colegio de San José, de primera y segunda enseñanza. El telégrafo comenzó a funcionar en diciembre de 1880, instalándose sus oficinas en la calle Caldereros (actual calle de Quevedo); siendo trasladadas en 1887 a la calle Gregorio Molinero. Según carta de 1881 del Secretario de Cámara del Obispado-Priorato a Marcelino Menéndez y Pelayo, se publicó en Daimiel un semanario de corta vida llamado El Criterio, afín a la secta espiritista. En el periódico madrileño La Unión, el día 7 de enero de 1880, se publicó lo siguiente: «Dirigido por nuestro correligionario y amigo D. José Zaldívar, ha comenzado a ver la luz pública un periódico semanal titulado El Criterio de Daimiel, que es el primer periódico que aparece en aquella localidad. Bienvenido sea el colega, a quien deseamos larga y próspera vida, como lo merecen sus nobles propósitos y sus varoniles artículos». Los días 12 y 13 de diciembre de 1884 estuvo Alfonso XII en Daimiel para una cacería de patos en las Tablas, tras ser recibido por el alcalde liberal don Enrique Rodríguez de la Rubia y Fisac. Comba, director de La Ilustración Española y Americana, dibujó sendos grabados de la regia jornada, figurando en uno de ellos la carambola que realizó el rey al matar dos piezas de un solo tiro de escopeta. El 21 de agosto de 1887, la reina regente María Cristina concedió a la hasta entonces villa el título de ciudad. Daimiel en aquel momento tenía una población de 12 000 habitantes.
En la tarde del martes 6 de mayo de 1890 ocurrió la desgracia de perecer ahogados, al atravesar en un bote la charca nombrada El Cachón de la Leona, el ingeniero agrónomo jefe de la Comisión Técnica Provincial para la extinción de la plaga de langosta, el teniente de alcalde Salvador Torres, el alguacil Vicente Madridejos, y el joven estudiante de diecisiete años Manuel Mauri, de nombrada familia daimieleña. El auxiliar del ingeniero Juan José Villegas, que se quedó esperando en la orilla, solo pudo observar impotente cómo se hundían los infelices en lo más profundo de las caudalosas Tablas. Levantó los cadáveres, que se fueron encontrando durante la noche y la mañana siguiente, el juez Otón Peñuelas; actuando de forense el médico Gaspar Fisac. El Ayuntamiento costearía el funeral y entierros de las víctimas del accidente. En varios de sus Episodios Nacionales el escritor Benito Pérez Galdós menciona a Daimiel.
Siglos XX y XXI
La Segunda República, instaurada en 1931, fue un periodo histórico que destacaría en todo el territorio español como una época de grandes cambios, progreso cultural y reformas sociales. Entre otros avances, una de las más profundas transformaciones se llevaría a cabo en el sector de la educación pública, donde se construyeron miles de escuelas y centros educativos; un ejemplo de ello, en la ciudad, sería el colegio de San Isidro, que data de aquellos años.
El 18 de julio de 1936, tras la sublevación el día anterior de la mayoría del ejército en Marruecos, comenzó la Guerra Civil, quedando rápidamente la provincia de Ciudad Real fuera de los frentes de batalla. Durante los primeros días de octubre de 1937 se asentó el cuartel general del XX Cuerpo de Ejército. Además existe constancia de la presencia de un aeródromo y un hospital de sangre. Daimiel al igual que el resto de la zona, jugó un papel importante como reserva económica de la República durante la Guerra Civil, localizándose tres importantes colectividades agrarias en su término, una de la UGT, otra de la CNT y otra del PCE. La más importante fue sin lugar a dudas la primera de ellas, contaba con 850 afiliados mientras la segunda de ellas acogía a 600 miembros. Ocupaban las fincas más importantes de Daimiel, como Zacatena, Ardales, Casablanca, Encinas, Madara, Nava, Navaseca, etc. Se producía gran cantidad de productos agrícolas y ganaderos que sirvieron para alimentar a sus integrantes y al ejército republicano. Durante el periodo de la Guerra Civil, Daimiel, así como el resto de la provincia destacarían por ser uno de los últimos feudos de resistencia antifascista en ser conquistados por el bando franquista. Demostrando algunas personas de este pueblo, el compromiso que mantenía con las fuerzas progresistas. Este hecho está corroborado por supervivientes y descendientes de las personas de tal periodo, que a día de hoy todavía viven. En la misma medida, en Daimiel se produjo una fuerte represión en los primeros meses de la contienda con el resultado de abundantes víctimas mortales, expulsiones, encarcelamientos y persecuciones religiosas.
Al finalizar la Guerra Civil, militantes revolucionarios y antifascistas, que defendieron al gobierno de la II República y los principios de la lucha obrera, fueron juzgados por los asesinatos y la participación activa en la persecución de clérigos y monjas que se produjo desde julio a bien entrado noviembre de 1936. Durante la dictadura de Francisco Franco, Daimiel también vivió un gran éxodo de su población a las grandes ciudades (principalmente a Madrid, Valencia y Barcelona).
El parque nacional de las Tablas de Daimiel (Reserva de la Biosfera, ZEPA, LIC y zona húmeda de importancia internacional del Convenio de Ramsar) fue creado por RD 1874/1973, de 28 de junio; con reclasificación mediante Ley 25/1980, de 3 de mayo, y ampliación en 2014.

## Demografía
Daimiel cuenta con una población de 17 645 habitantes (INE 2024).
| Gráfica de evolución demográfica de Daimiel entre 1842 y 2021                                                       |
| |
| Población de derecho según los censos de población del INE Población de hecho según los censos de población del INE |

Su evolución demográfica a lo largo de los siglos XX y XXI ha sido muy similar a la del resto de municipios de su entorno. Daimiel inicia el siglo XX con más 11 000 habitantes y seguirá creciendo hasta la década de 1950 en la que inicia su pérdida demográfica, que durará hasta la década de 1990 en los que se inicia una lenta recuperación. La década en la que Daimiel perderá más habitantes es la de 1970, llegando casi a los 2000. Más fuerte fue el cambio producido en la primera década del siglo XX al aumentar la población en más de cuatro mil personas. El inicio del siglo XXI marca un nuevo período con una clara tendencia al crecimiento demográfico basado en la recepción de inmigrantes. Hay que recordar que los censos se hacían en los años terminados en cero hasta 1991 en que se empiezan a hacer en los terminados en uno.

## Administración y política
| Periodo   | Nombre                   | Partido | Partido                                  |
| --------- | ------------------------ | ------- | ---------------------------------------- |
| 1979-1983 | Apolonio Díaz de Mera    |         | Unión de Centro Democrático (UCD)        |
| 1983-1991 | Apolonio Díaz de Mera    |         | Independiente                            |
| 1991-2004 | José Manuel Díaz Salazar |         | Partido Socialista Obrero Español (PSOE) |
| 2004-2011 | José Díaz del Campo      |         | Partido Socialista Obrero Español (PSOE) |
| 2011-act. | Leopoldo Sierra          |         | Partido Popular (PP)                     |

Tras las elecciones municipales de 2019, resultó investido como alcalde Leopoldo Sierra, del Partido Popular. Los comicios habían deparado una composición de la corporación municipal de 10 concejales del Partido Popular, 6 concejales del Partido Socialista Obrero Español y 1 de Izquierda Unida.
| Partido político    | Partido político                                                    | 1979   | 1983   | 1987   | 1991   | 1995   | 1999   | 2003   | 2007   | 2011   | 2015   | 2019   | 2023   |
| Partido político    | Partido político                                                    | Ediles | Ediles | Ediles | Ediles | Ediles | Ediles | Ediles | Ediles | Ediles | Ediles | Ediles | Ediles |
|                     | Partido Socialista Obrero Español (PSOE)                            | 6      | 5      | 7      | 10     | 8      | 11     | 11     | 9      | 5      | 5      | 6      | 7      |
|                     | Independiente                                                       | —      | 10     | 7      | —      | —      | —      | —      | —      | —      | —      | —      | —      |
|                     | Alianza Popular (AP)-Partido Popular (PP)                           | 1      | 2      | 2      | 5      | 8      | 6      | 6      | 7      | 10     | 9      | 10     | 9      |
|                     | Unión de Centro Democrático (UCD)-Centro Democrático y Social (CDS) | 8      | —      | 1      | 1      | —      | —      | —      | —      | —      | —      | —      | —      |
|                     | Partido Comunista de España (PCE)-Izquierda Unida (IU)              | 2      | 0      | 0      | 1      | 1      | 0      | 0      | 1      | 2      | 3      | 1      | 0      |
|                     | Vox                                                                 | —      | —      | —      | —      | —      | —      | —      | —      | —      | —      | 0      | 1      |
| Total de concejales | Total de concejales                                                 | 17     | 17     | 17     | 17     | 17     | 17     | 17     | 17     | 17     | 17     | 17     | 17     |

## Economía
La agricultura es el sector económico más importante de esta localidad. El viñedo puede considerarse el cultivo básico en la zona. Antiguamente fue famosa su gran producción de mijo, por lo cual se llamó a esta planta panizo de Daimiel. El arroz se venía cultivando desde 1948, cuando se roturaron los terrenos existentes a orillas del río Azuer y del Guadiana, casi improductivos; pero la habitual desecación hizo el negocio improductivo y ya en 1972 dejó de cultivarse.
Dentro de la variedad de viñedo cultivado, destaca la variedad Airén, ocupando el 95 % de la superficie total, seguida en menor proporción por la Cencibel y Chelva. Se produce como cultivo único o como cultivo asociado, generalmente con el olivo. 55 % de la superficie total, mientras el 25 % pertenece a grandes propietarios de carácter latifundista. Los ganaderos daimieleños destinan a la venta el 80 % de la producción láctea, el resto es para la elaboración de quesos acogidos a la denominación de origen Queso Manchego. Un buen ejemplo es la llamada finca de Zacatena antigua dehesa con ganado propio que elabora un queso bajo la marca Dehesa de Zacatena. El ganado vacuno casi ha desaparecido, el ganado equino prácticamente no existe; la causa, la mecanización de las tareas agrarias. El resto de ganaderías son prácticamente anecdóticas en esta localidad.
Destaca la actividad textil, madera, agroalimentarios e industrias tradicionales. El sector servicios con el comercio y la hostelería son dos piezas claves en la economía daimieleña. En el comercio, son las tiendas de ropa, se puede decir que encontrar cualquier marca no solo es posible, sino que, además los precios, ofertas y rebajas en temporada, son los de cualquier gran ciudad. Por lo que sirve de centro comercial para los pueblos de la comarca.
Durante los años 90, a actividad textil contaba con una gran importancia en el sector industrial daimieleño, contabilizados numerosos talleres de confección, que daban empleo mayoritariamente a mujeres. La facturación textil, según fuentes del propio sector, superaba los tres mil millones de pesetas anuales en estos años. Hoy en día prácticamente ha desaparecido, de hecho el estandarte de la actividad «contusa» ya ha pasado a la historia, siendo una de las últimas en cerrar sus instalaciones.
La construcción, es el sector más dinámico de la economía daimieleña, ya que son multitud las pequeñas empresas constructoras dedicadas principalmente a la subcontratación de sus servicios con grandes corporaciones, que dan empleo a unas dos mil personas entre fijos y eventuales. La mayor parte de estos albañiles trabajan en Madrid. El desarrollo de la construcción ha producido indirectamente el impulso de las empresas de transporte de toda la provincia.
En marzo de 1998 se inauguró el primer polígono industrial de Daimiel. Entre las infraestructuras de transporte del municipio figuran con la estación del AVE en Ciudad Real, la autovía Madrid-Sevilla, el enlace con el ferrocarril Norte-Sur, la futura autovía Lisboa-Valencia y el Gasoducto. En 2006 se inauguró el segundo polígono industrial de Daimiel, denominado polígono industrial Daimiel Sur. Y este mismo año fue aprobado un tercero, denominado Complejo Industrial Alto Guadiana.

## Patrimonio

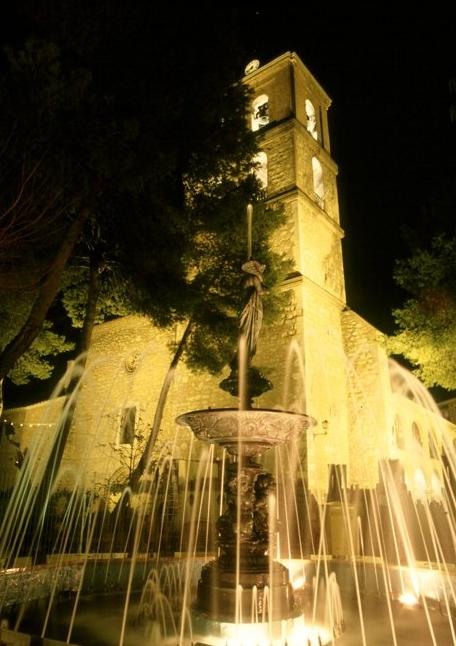
Fuente La Manola en el parterre. Detrás, la parroquia de Santa María la Mayor

Daimiel ha sufrido una evolución, en su aspecto formal, similar a la que han vivido la inmensa mayoría de las ciudades y pueblos del país, en este caso transformando, sin una planificación especialmente definida, su aspecto manchego. Por lo tanto, este se conserva solo a grandes rasgos, lo que ha terminado en la creación de un entorno apacible y acogedor con una gran zona peatonal en el centro, que invita al paseo.
La iglesia de Santa María la Mayor está situada en el Parterre, su origen gótico del siglo XIV probablemente sea templario, debido a que se han encontrado multitud de huellas de esta orden. Reconstruida y ampliada en épocas posteriores por la Orden de Calatrava. En la fachada norte, se encuentra la Puerta de la Umbría, de arco ojival con dos arquivoltas, en la fachada de poniente, existe otra puerta, de arco gótico, tapiada, y en la fachada del mediodía está la Puerta del Sol, protegida por un pórtico de tres arcadas con arco acortinado de origen renacentista. La torre está dividida en tres cuerpos, reconstruida en 1818. En su interior destacan la talla barroca del Cristo de la Expiración, una de las más valiosas de la imaginería que desfila en la Semana Santa de Daimiel, así como la decoración escultórica de los capiteles. La notable sillería del coro, en maderas nobles talladas, fue destruida en 1936, así como el retablo mayor. En la fachada de la cabecera se halla una placa de cerámica con esta inscripción: Parroquial de Señora Santa María, del Arzobispado de Toledo, en Campo de Calatrava: 1536-1875, regida por Priores Freyres del Hábito de Calatrava, como Fr. Vicente Centeno, Gobernador espiritual y Juez de Calatrava, y Fr. Manuel Carrillo, de la Real Academia Latina Matritense. Después Parroquia de Santa María la Mayor, varias veces arciprestal del Obispado-Priorato de las Cuatro Órdenes Militares, con ilustres párrocos como el Muy Reverendo Dr. J. R. Quesada, Obispo de Segovia.

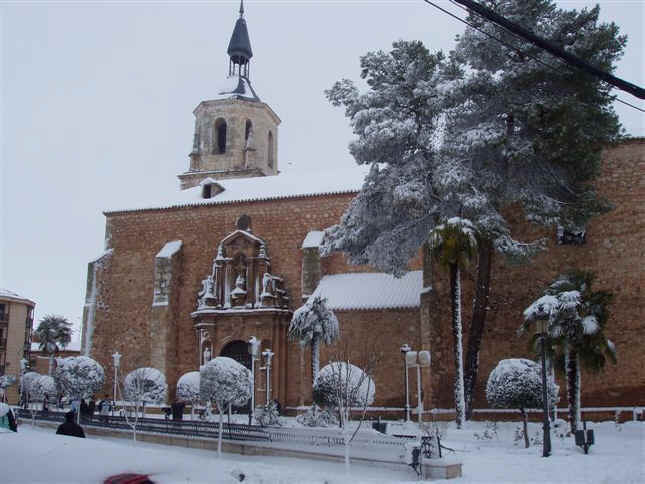
Parroquia de San Pedro Apóstol

La iglesia de San Pedro Apóstol nació como consecuencia del crecimiento demográfico experimentado en el siglo XVI y merced a la licencia del emperador Carlos V de 10 de febrero de 1542, autorizando a edificarla. Situada en la plaza del mismo nombre, es de planta de cruz latina, orden dórico, bóvedas de ladrillo y arcos torales en piedra; en crucero y ábside las bóvedas son de crucería. Poseía un gran retablo barroco destruido por los republicanos en la Guerra Civil, el actual es obra del escultor Alfredo Lerga Victoria, inaugurado en 1948. En el ábside hay algunas pinturas modernas realizadas por el daimieleño Juan D'opazo. Al altar mayor abren dos puertas, la de la derecha se dirige a la capilla del Pilar, y la de la izquierda conduce a la sacristía. Durante el siglo XVIII se construyeron dos coros: uno alto, que se conserva en la actualidad y, otro bajo ya desaparecido. Tiene dos puertas, la puerta principal y otra a los pies de la nave de estilo renacentista recientemente restaurada. La torre es de planta cuadrada en final octogonal.
Ambas parroquias daimieleñas cuentan con el estatus de Bien de Interés Cultural.
De mediados del siglo XVII, fundado en la antigua ermita de la Santísima Trinidad, es el convento de Nuestra Señora de la Victoria. En el interior merece destacarse la bóveda de cañón con lunetos y la cúpula del crucero. Residen en él, desde su fundación, monjas de clausura de N.P. San Francisco de Paula, llamadas Mínimas. Se puede visitar en la plaza, donde destaca la fachada siguiendo los cánones conventuales de la época, y calle del mismo nombre.
Situada al final de la calle Jesús, en la plazuela de su nombre, se encuentra desde 1507 la ermita de la Virgen de La Paz (primera patrona oficial de Daimiel), iglesia que fue del antiguo Convento de MM. Carmelitas Descalzas desde 1615 hasta mediados del siglo pasado, en que las religiosas se trasladaron a las afueras del pueblo. También se encuentran en el municipio la ermita de San Roque, construida en la segunda mitad del siglo XVI y en la que sobresale el artesonado mudéjar de formas geométricas sobre el presbiterio, la ermita de San Isidro, que data del siglo XVII y era conocida como del Ecce Homo, y la Venta de Borondo, una posada del siglo XVI situada en el límite sur del término municipal, junto al antiguo Camino Real que unía Almagro con Manzanares. El edificio principal es de planta rectangular, con dos plantas y torreón en la esquina suroeste, con un patio central de distribución. En 2007 fue declarada Bien de Interés Cultural al representar un modelo de arquitectura de innegable singularidad.

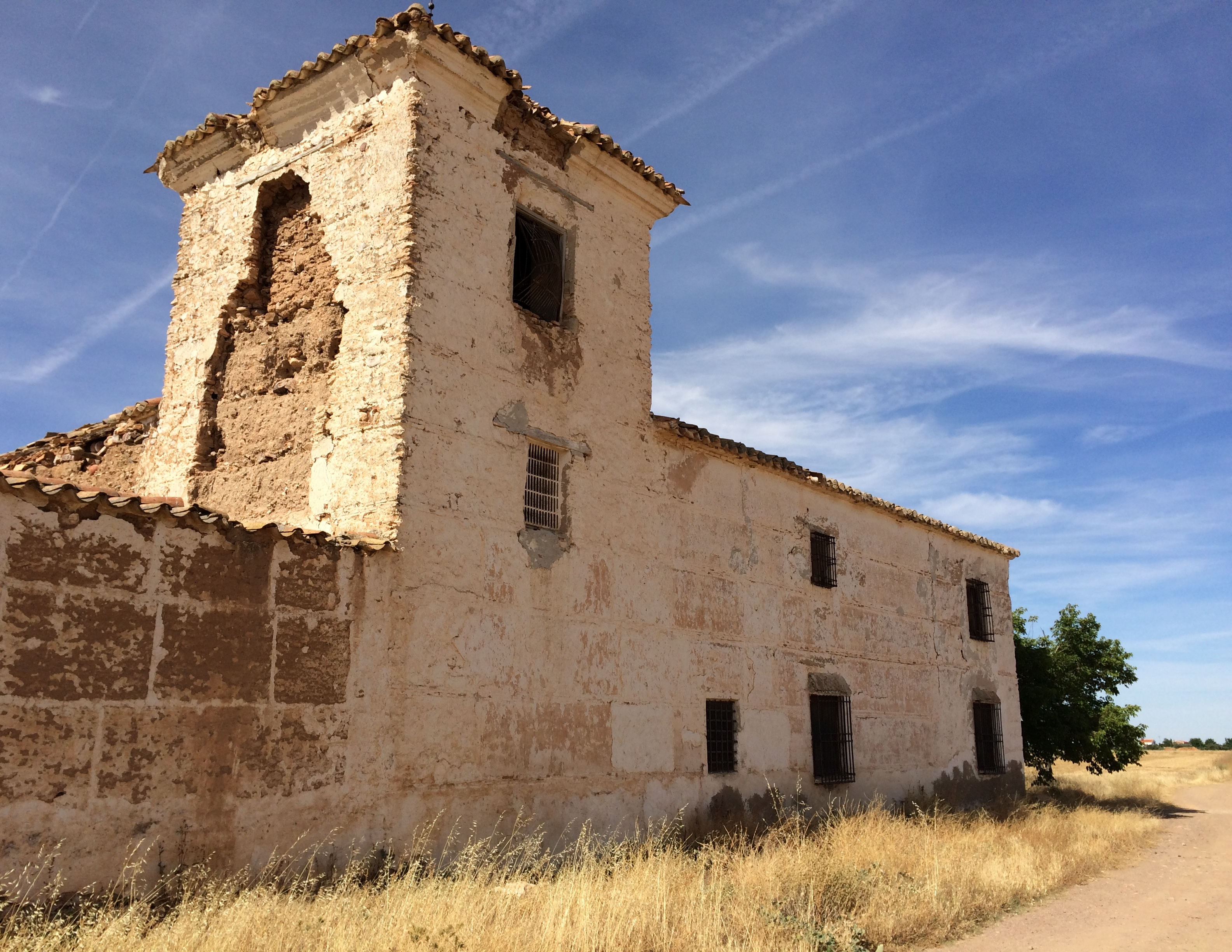
Venta de Borondo

La plaza de España es punto vital de paseo y encuentro de los daimieleños, auténtico corazón de la ciudad, es el lugar preferido para el paseo y el ocio, y fue lugar de celebración de los actos más significativos e importantes, festejos taurinos, así como emplazamiento del mercado semanal. Su origen se remonta al siglo XVI, cuyos soportales estaban encalados y las columnas formadas de pies derechos de madera, denominada plaza de los Portales Blancos. De origen renacentista, son notables sus ejemplos de arquitectura civil y popular decimonónicos, de dos plantas, zócalos y bases de piedra, entablamento y cornisa de revoco y restos de ladrillo. En 1880, las columnas de piedra que sustituyeron a los pies derechos fueros reemplazadas por columnas de hierro. En un extremo de la plaza de España se encuentra el Olivo Milenario, un extraordinario monumento natural plantado por los árabes en el siglo X; ejemplar único y representativo de su cultivo tradicional (variedad cornicabra). A finales de enero de cada año se celebra la fiesta del Olivo, fiesta popular donde han ido a varearlo José Antonio Camacho, José Mota, el Club Balonmano Ciudad Real, José Bono y otros personajes de distintos ámbitos.

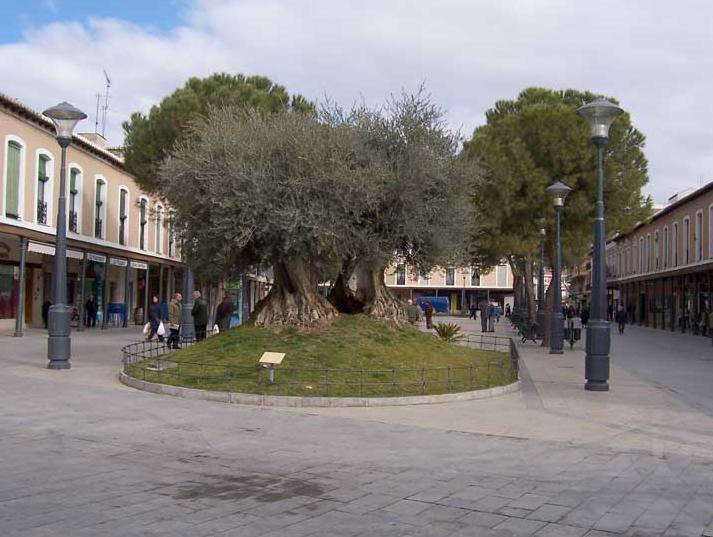
Plaza de España. En primer plano el olivo milenario

El Teatro Ayala está situado en la calle Gregorio Molinero, junto al Parterre. Verdadero monumento civil, su construcción data del año 1884, de estilo constructivo próximo al clasicismo formal de la época. Se trata del difundido tipo de teatro en herradura, compuesto de un sistema de palcos. La fachada presentaba una serie de elementos decorativos: pilastras, capiteles, ménsulas y relieves geométricos, hoy totalmente inexistentes. En 1943 sufre una reforma, pasando de teatro en herradura con palcos a cine con entresuelo. En fechas actuales se realizó una completa remodelación interior, dando lugar a un bello y coqueto espacio para múltiples usos.
Miguel Fisac es un arquitecto daimieleño de prestigio internacional, padre y precursor de lo que se dio en llamar «arquitectura orgánica». Son obras suyas el mercado municipal y el antiguo Instituto Laboral. Pertenecientes a la segunda mitad de este siglo, ejemplos significativos y dignos de visitar, el mercado municipal está situado en la esquina de la calle Santa Teresa con Ruiz Valdepeñas. En el parque de Nuestra Sra. del Carmen se encuentra el antiguo Instituto Laboral, otra gran muestra de su obra y que ahora ocupa el Centro del Agua. El centro de interpretación del Agua y los Humedales Manchegos, antiguo Instituto Laboral diseñado por Fisac y destacado ejemplo español de arquitectura orgánica, es uno de los edificios más representativos de la arquitectura de los años cincuenta del siglo pasado; se encuentra en el parque municipal, salida de la carretera de Daimiel a Madrid. La visita es necesaria para profundizar mejor en los aspectos naturales, sociales, económicos e históricos relacionados con el agua en la región, y punto de referencia y partida para conocer el parque nacional de las Tablas de Daimiel, el acuífero 23 y los humedales manchegos.

### Archivo municipal
El archivo municipal de Daimiel está formado por los documentos generados y recibidos por el Ayuntamiento a lo largo de su historia. La unidad documental más antigua conservada es de 1480, una Carta de compromiso entre Daimiel y Carrión sobre Las Cruces. El archivo ha estado ubicado desde sus orígenes en las Casas Consistoriales. Desde 2008 se encuentran los fondos histórico y administrativo en un edificio emblemático de la ciudad como es el Mercado de Abastos, diseñado por Miguel Fisac. En 2010 contaba con un total de 440 m/l de estanterías móviles y 125 m/l de estanterías fijas.
El fondo documental del archivo está compuesto principalmente por la propia documentación municipal, destacando por su continuidad las siguientes series:
- Actas Municipales: la primera de 1615, pero ininterrumpidamente desde 1820.
- Comisiones permanente y de gobierno: 1911-2007.
- Licencias de obras particulares: desde 1947.

Otro fondo es el de la Asociación Ecologista ADREDA (1972-1992).
Existe también una colección de prensa local, destacando: El Eco de Daimiel (1885-1890), La Propaganda de Daimiel (1891-1892), El Daimieleño (1898-1900), Boletín de Información Municipal (1981-1996) y Las Tablas de Daimiel (periódico)|Las Tablas de Daimiel (1989-) y Daimiel Noticias (1996-2010).

### Museo comarcal

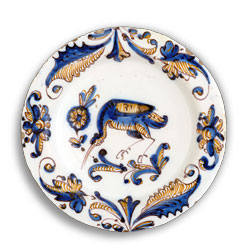
Plato tricolor

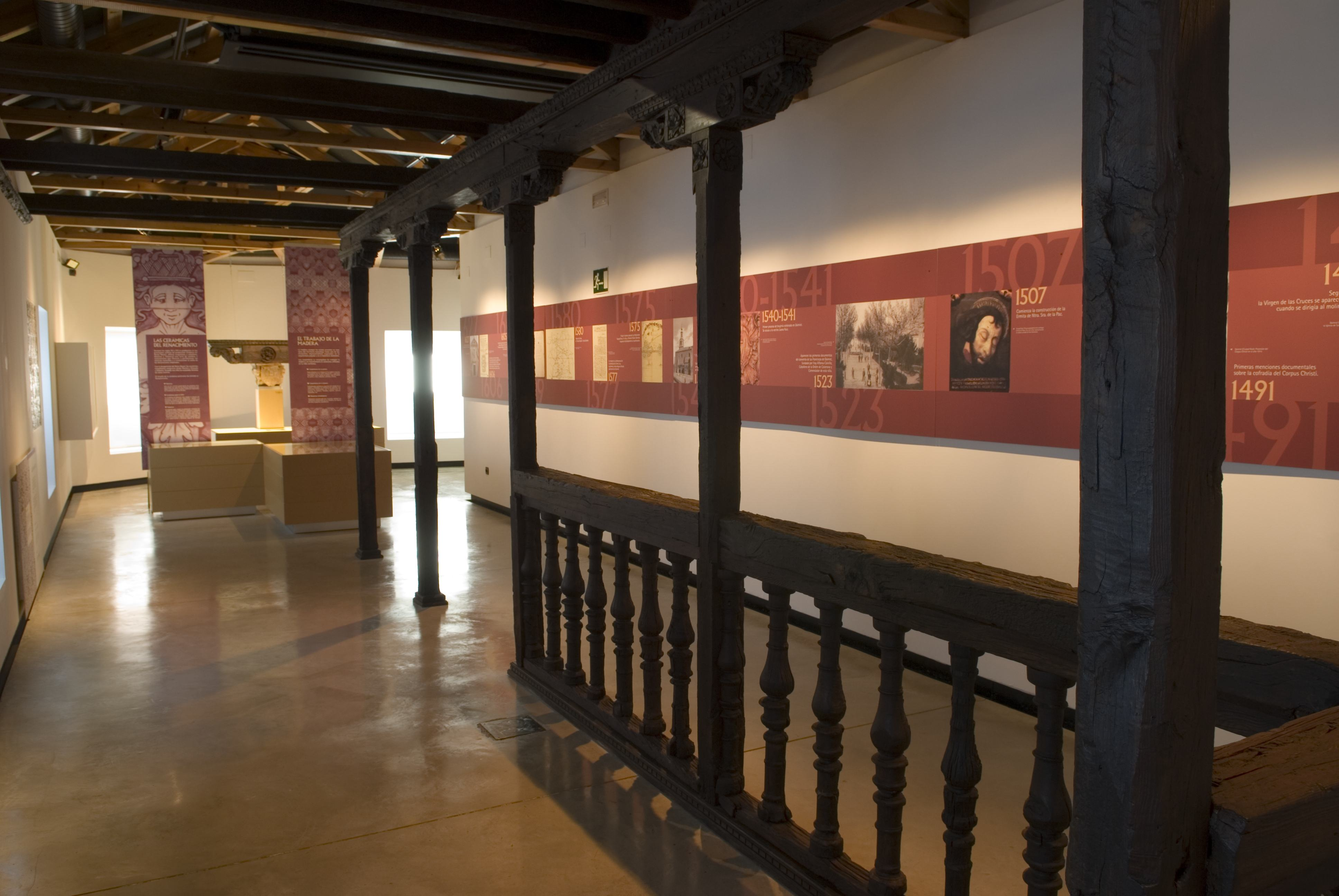
Galería Casa de los Carrillo

El Museo Comarcal de Daimiel intenta explicar la vida en Daimiel y su entorno y hacer conocer su patrimonio cultural. A través de cuatro ejes temáticos (historia, tecnología, territorio e ideas y creencias), el recorrido por sus salas permite descubrir una historia de más de 4000 años: desde la Edad del Bronce, con el yacimiento arqueológico de la Motilla del Azuer, hasta la actualidad.
Además, el museo rinde homenaje a tres daimieleños que han destacado por su trabajo: el arquitecto Miguel Fisac, inventor y creador de diversas soluciones constructivas que le han dado prestigio internacional, Vicente Carranza, a quien pertenece la colección particular de cerámica más importante de España con más de 5000 piezas, y el pintor Juan D'Opazo, figura entrañable entre sus paisanos. Cuenta con un departamento de didáctica y de actividades que intenta hacer del museo un espacio vivo y abierto a través de visitas guiadas, talleres didácticos y actividades extras como cine, teatro, música, conferencias, espectáculos y juegos, entre otros. También en periodo de vacaciones. Tiene servicio de audioguías gratuito.

### Fiestas
- Carnavales: Se tiene constancia que en el año 1657 ya existía la tradición de celebrar las carnestolendas en Daimiel. La celebración estaba íntimamente unida a la cofradía y Soldadesca de las Venditas Ánimas fundada ese año, tal como lo recoge el censo de Hermandades Gremios y Cofradías que manda realizar el conde Aranda en el año 1770. A partir de esa fecha el hecho carnavalero está datado fehacientemente que era ya una realidad daimieleña íntimamente unida a la celebración religiosa. Muy probablemente en el siglo siguiente el parámetro carnavalero seguiría más o menos igual con pocos cambios significativos. En el siglo XIX el antruejo daimileño permanecerá todavía unido a la tradición de honras a las Ánimas Benditas pero ya comenzará a incorporar poco a poco elementos cada vez más paganos. Aunque en esos años los días próximos al carnaval se celebraba un Baile de Ánimas y más adelante hasta el año 1924 el Martes de Carnaval en una abarrotada plaza de España se realizaban Los Ofertorios de las Caballerías Mayores y Menores que seguían pidiendo donativos para el sufragio de las Ánimas Benditas. En el siglo XX la fiesta pasará por diferentes e interesantes etapas según se vayan sucediendo los acontecimientos históricos. En las primeras décadas la parte religiosa todavía sigue estando muy presente, pero ya podemos hablar que la Mascara comenzará a ser la protagonista absoluta de esta celebración. La música también formaba parte ineludible con la aparición de estudiantinas, murgas y comparsas que llenan las calles de letras satíricas, burlonas que también homenajean a la propia población y sus gentes. En la República los carnavales adquieren un talante de libertad absoluta. La Guerra Civil marcará un antes y un después suponiendo la prohibición generalizada de cualquier tipo de celebración relacionada con la máscara. Será a partir de los años 40 y 50 del pasado siglo cuando a pesar de la prohibición el pueblo en masa se eche a la calle disfrazado con cualquier trapujo, sabana reliada o colcha, pintada la cara y por supuesto chillando sin parar ¿A que no me conoces?, el grito más generalizado en esos días. Serán años donde la Máscara Guarrona adquirirá su verdadera identidad de improvisación y búsqueda de diversión amparada en no ser reconocida bajo ningún concepto. A partir de finales de la década de los ochenta el Ayuntamiento de Daimiel tomará la rienda oficial e introducirá notables cambios que han llegado hasta nuestros días. Por supuesto en el siglo XXI el carnaval daimieleño tiene un carácter mucho más globalizador ya que han cambiando notablemente las necesidades de fiesta de la población.

El desfile de carrozas se realiza el domingo anterior al de piñata, al cual asisten numerosas asociaciones culturales de la región. Cada año se otorga la Máscara Guarrona, una distinción destinada a un ciudadano destacado por su participación en estas fiestas. El martes de carnaval, muy popular en Daimiel, es más conocido como El día del Río, en el cual las máscaras Guarronas visitan el río Azuer a la salida del pueblo.

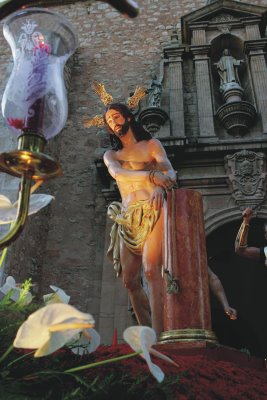
Stmo. Cristo de la Columna a su salida de la parroquia de San Pedro el Jueves Santo

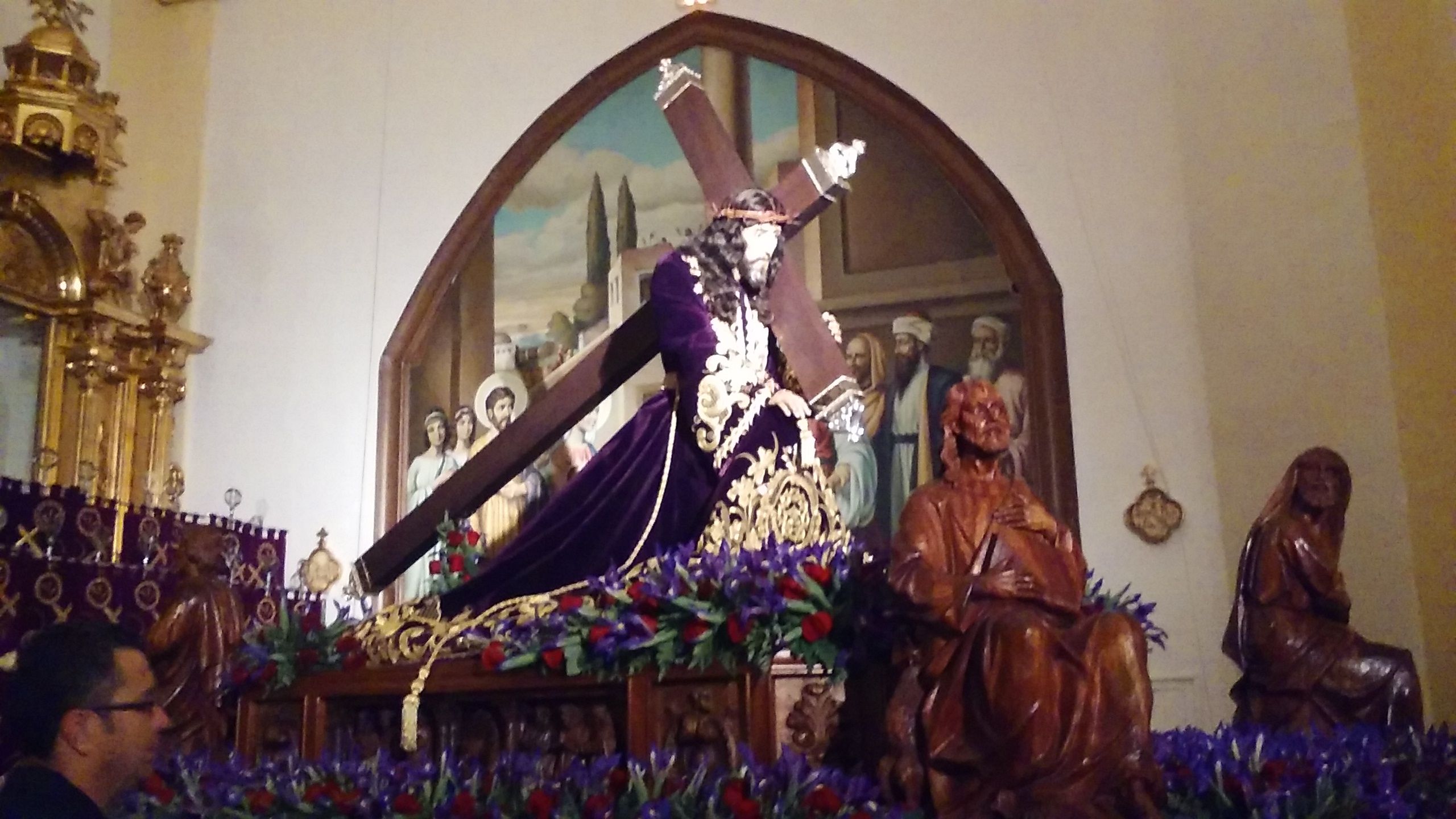
Nuestro Padre Jesús Nazareno en la iglesia de La Paz horas antes de su salida procesional el Viernes Santo.

- Semana Santa de Daimiel, declarada Fiesta de Interés Turístico Regional en 2002. Comienza el Domingo de Ramos con La borriquilla, donde los niños de las diferentes cofradías con sus respectivas túnicas desfilan acompañando a la imagen de Jesús a su entrada en Jerusalén. El Martes Santo por la noche, desde la ermita El Cristo de la Luz hace su desfile procesional a modo de Viacrucis la Archicofradía de la Pasión, que en 2007 cumplió su primer centenario. El Miércoles Santo desde la iglesia de San Pedro Apóstol hace su desfile procesional a modo de Viacrucis la Archicofradía de El Cristo de Consuelo (que mantiene un acuerdo con la cofradía del Cristo del Sepulcro por el cual la imagen central de esta cofradía desfila el Viernes Santo). El Jueves Santo por la noche hace su desfile procesional desde la parroquia de San Pedro Apóstol la Cofradía del Santísimo Cristo de la Columna y Nuestra Señora de la Amargura, conocida popularmente como Los Coloraos. Esta es la cofradía pasionaria más antigua de la localidad, se desconoce la fecha exacta de su fundación pero ya era nombrada en las Relaciones topográficas de Felipe II, mandadas hacer en 1575. Posee una maravillosa talla de la Virgen de la Amargura, obra del imaginero sevillano Antonio Castillo Lastrucci. El Viernes Santo, con el primer rayo de luz, sale desde la iglesia de la Paz una de las cofradías más grandes de España, la de Nuestro Padre Jesús Nazareno con 5009 hermanos. Ese mismo día por la tarde, desde la iglesia de Santa María sale la cofradía de El Cristo de la Expiración y Nuestra Señora de los Dolores, conocidos popularmente como los Blancos. Por la noche, desde la iglesia de San Pedro Apóstol, salen las cofradías de El Cristo del Sepulcro (los Negros), que cuenta con una maravillosa talla de Antonio Castillo Lastrucci y con uno de los últimos tronos realizados por Guzmán Bejarano antes de su fallecimiento y la cofradía de Nuestra Señora de la Soledad (los Corbatos), que vuelve a salir a hombros de sus cofrades (como en sus inicios). El Sábado Santo sale a las calles de Daimiel la última cofradía, la de María Desolada, Reina de los Mártires, conocida popularmente como los Capuchinos. Cabe destacar, que en el año 2013 se retoma la tradición de salir la procesión del resucitado, en la mañana del domingo con representación de hermanos de todas las cofradías.
- Día de la Sartén: se celebra la tercera semana de junio, y suele reunir a más de un millar de participantes. Se cocinan platos típicos de la zona como migas, gachas o pisto, y termina a altas horas de la madrugada con una chocolatada y al ritmo de una orquesta.
- Festividades de barrio: en los distintos barrios de Daimiel también se celebran fiestas propias, en las que participan activamente vecinos y vecinas: San Antón: 16 de enero; La Paz: 24 de enero; El Alto: 1 de mayo; San Isidro: 15 de mayo; Don Quijote: Primera quincena de junio; San Juan: Noche del 23 de junio; San Cristóbal: Primera quincena de julio; La Albuera: Primera quincena de julio; El Carmen: 16 de julio; San Roque: Mediados de agosto; Los Cubos: Noche del 13 a 14 de septiembre.
- Feria y fiestas: tiene lugar entre el 31 de agosto y el 5 de septiembre. Durante estos días, se celebran diversos eventos culturales y competiciones deportivas, así como se instalan diversas atracciones y puestos comerciales. Son de especial interés los eventos musicales que se celebran dentro de Daimiel en Concierto, por donde han pasado grandes artistas del panorama nacional e internacional. El día 1 de septiembre es la fiesta mayor de la patrona, Nuestra Señora de las Cruces, en cuyo honor se celebran las fiestas.
- Romerías en honor a la Patrona: se celebran en honor a la Virgen de las Cruces, en su santuario. Se celebran el domingo de Pentecostés (finales de mayo, primeros de junio) y el segundo domingo de septiembre. Tradicionalmente la gente pasa todo el día bien en familia, bien entre amigos, bebiendo y comiendo lo más típico de la gastronomía de la ciudad.
- Fiesta del Olivo Milenario: se celebra en el mes de noviembre, cuando en torno al Olivo Milenario se celebran diversos actos culturales y festivos que culminan con la Varea, que ha contado con personajes como José Antonio Camacho, José Mota o el equipo del Club Balonmano Ciudad Real.
- Día de Juan D'opazo: los jóvenes salen a pintar a los parques o las plazas de Daimiel para recordar a este pintor daimieleño. Se celebra a finales de mayo o a principios de junio.
- Bailes de Ánimas. Hace casi ciento cincuenta años, se perdió la costumbre de la realización de los Bailes de Ánimas en Daimiel. Esta actividad lúdica consistía en pujar por bailar jotas y manchegas con una mujer (De ahí que sean llamados también bailes de puja). Se celebraban en las jornadas previas al carnaval daimileño. El dinero recogido se destinaba a sufragios en favor de las Ánimas Benditas. En el año 2016 se recuperó esta tradición y se recreó esta ancestral costumbre daimieleña por parte de la Asociación Folklórica Virgen de las Cruces basada en la investigación realizada por el historiador del arte daimieleño Jesús Sánchez-Mantero Gómez-Limón. A partir de ese año se pone en escena una exclusiva recreación de carácter meramente folklórico los días previos al antruejo daimieleño en el Espacio Fisac con una magnífica puesta en escena por parte de esta asociación cultural, así como la especial invitación que una hora antes se hace para la asistencia a los mismos por parte de Los Rotos, una desaparecida Cofradía de la que se sabe su existencia en el siglo XVII y que también ha sido recuperada en su aspecto cultural y folklórico por la Asociación Virgen de las Cruces.

### Gastronomía
La comida que podemos degustar en Daimiel es la típica de la cocina manchega, basada en productos de la tierra, carnes y caza, además de los buenos quesos curados y de los productos de la matanza del cerdo. Las gachas, las migas con panceta y uvas y, cómo no, el famoso pisto manchego son los platos más representativos de la localidad, pero sin olvidar los postres, muy variados: flores fritas, rosquillas y roscautreras. Los vinos de la región son de gran calidad y tienen Denominación de Origen La Mancha.

## Localidades hermanadas
La ciudad de Daimiel está hermanada con Cacaopera (El Salvador) y Vilassar de Mar (España).